# YG Entertainment
 YG Entertainment (Hangul: YG 엔터테인먼트) este o casă de discuri din Coreea de Sud. YG Entertainment este specializată în producerea de muzică R&B și hip hop. Înainte ca agenția YG Entertainment să fie înființată, muzica hip hop era un gen muzical necunoscut și nepopular în Coreea. YG vine de la Yang Goon și reprezintă, de asemenea, inițialele directorului executiv, Yang Hyun Suk.

## Compania
YG Entertainment a fost fondată în anul 1996 de Yang Hyun Suk, care era un membru al formației Seo Taiji and Boys. După destrămarea trupei în 1996, el a creat hituri pentru muzicieni debutanți cum ar fi Jinusean, Gummy, Se7en, Big Bang, 2NE1, Wheesung și Big Mama.

## Parteneriate

### În țară
Pe plan intern, YG a avut parteneriate cu M-Boat Entertainment Arhivat în 18 septembrie 2010, la Wayback Machine. (Wheesung, Gummy, Big Mama și Yoseob) din 2002, EunGun Entertainment (Soul Star), Yamazone Music (Bounce și PSY) and Booda Sound (45RPM). După ce contractul a luat sfârșit pentru Big Mama și Soul Star, EunGun și M.Boat și-au încheiat activitățile cu YG Entertainment.

### Internaționale
Începând din 2005, YG și-a extins domeniul de activitate pe piața internațională. Se7en este primul artist de la YG care s-a extins în Asia. YG are parteneriate cu Nexstar Records/Columbia Music Entertainment, în Japonia, 21 East Entertainment în China și GMM International în Thailanda. De asemenea, Se7en își pregătește debutul în Statele Unite ale Americii. El a lansat o melodie featuring Lil' Kim, "Girls" sau "Them Girls". YG are planuri să construiască filiale în Statele Unite ale Americii și Japonia numite YG America și YG Japonia.

## YG Family
YG Family a fost creată în 1996 și se referă la artiștii din această companie. YG Family a făcut 4 albume de colaborare și a cântat în Seul (Coreea), Tokyo și Osaka (Japonia), Los Angeles, New York și Washington D.C. (SUA), pentru turneul mondial al celei de-a 10a aniversări în 2006. 

#### Cântăreți
- Treasure
- Masta Wu
- 2NE1
- Big Bang
- Gummy
- Jinusean
- Perry
- Se7en
- Yang Goon
- YMGA
- 1TYM
- PSY (he has his own company now)
- Uhm Jung Hwa
- Lee Hi
- Akdong Musician
- WINNER
- IKON
- Blackpink
- BabyMonster

#### Actori
- Jung Hye Young
- Ku Hye Sun
- Kang Hye Jung
- Heo Yi Jae
- Sandara Park
- Choi Seung Hyun
- Kang Daesung
- Lee Seung Hyun
- Jung Sung Il

- Yoo In Na
- Lee Jong Suk
- Kang Seung Yoon ( from Winner )
- Kim Jisoo
- Song Minho (very soon)

#### Producători
- Teddy
- Perry
- Choice 37
- Kush
- G-Dragon
- HOLLA
- MINO